# Farsa flíaca

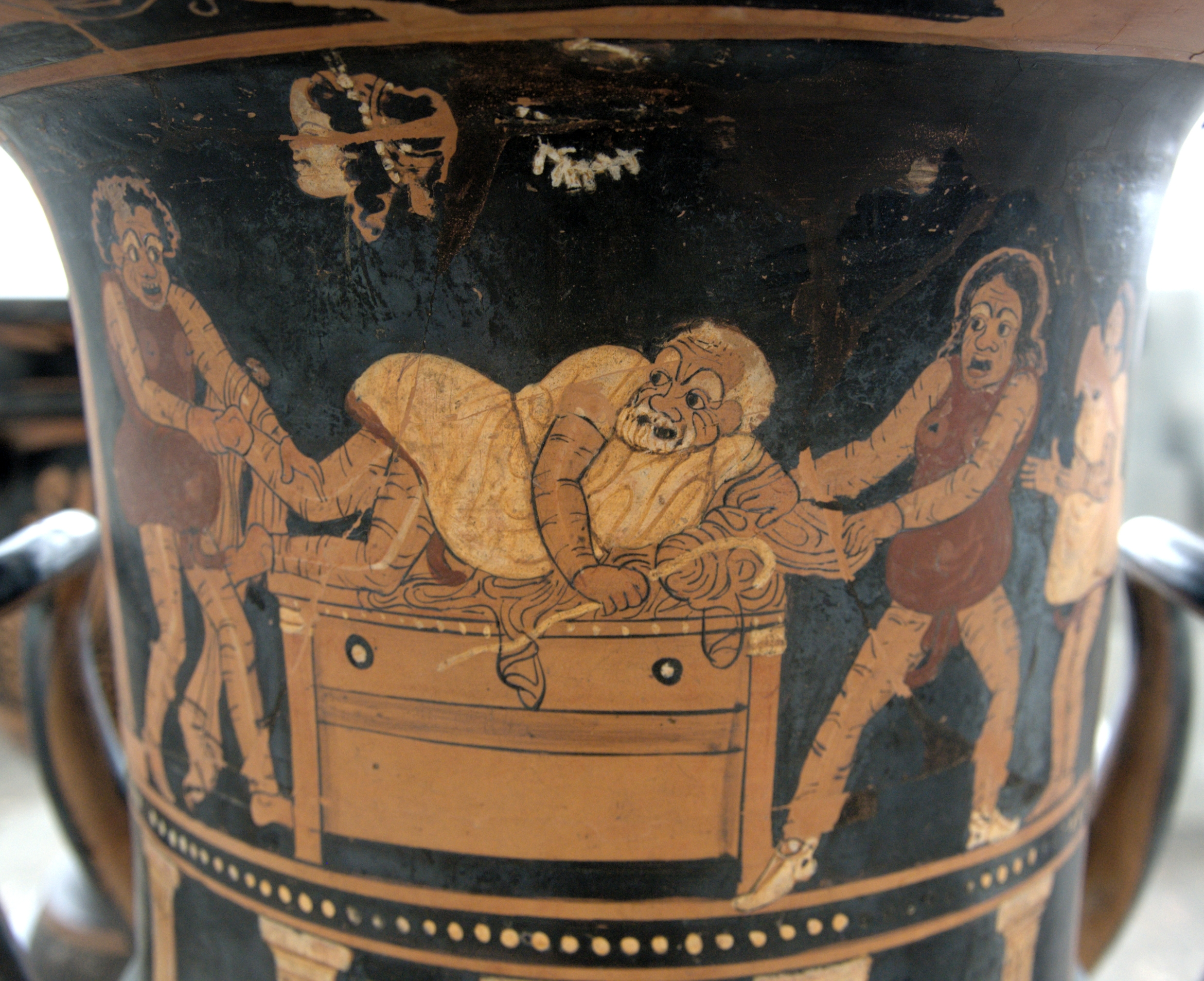
Tres homes robant a un avar a la seua casa, en una escena d'una farsa flíaca d'un crater de calze de figures vermelles pintada per Astees (350-340 ae)

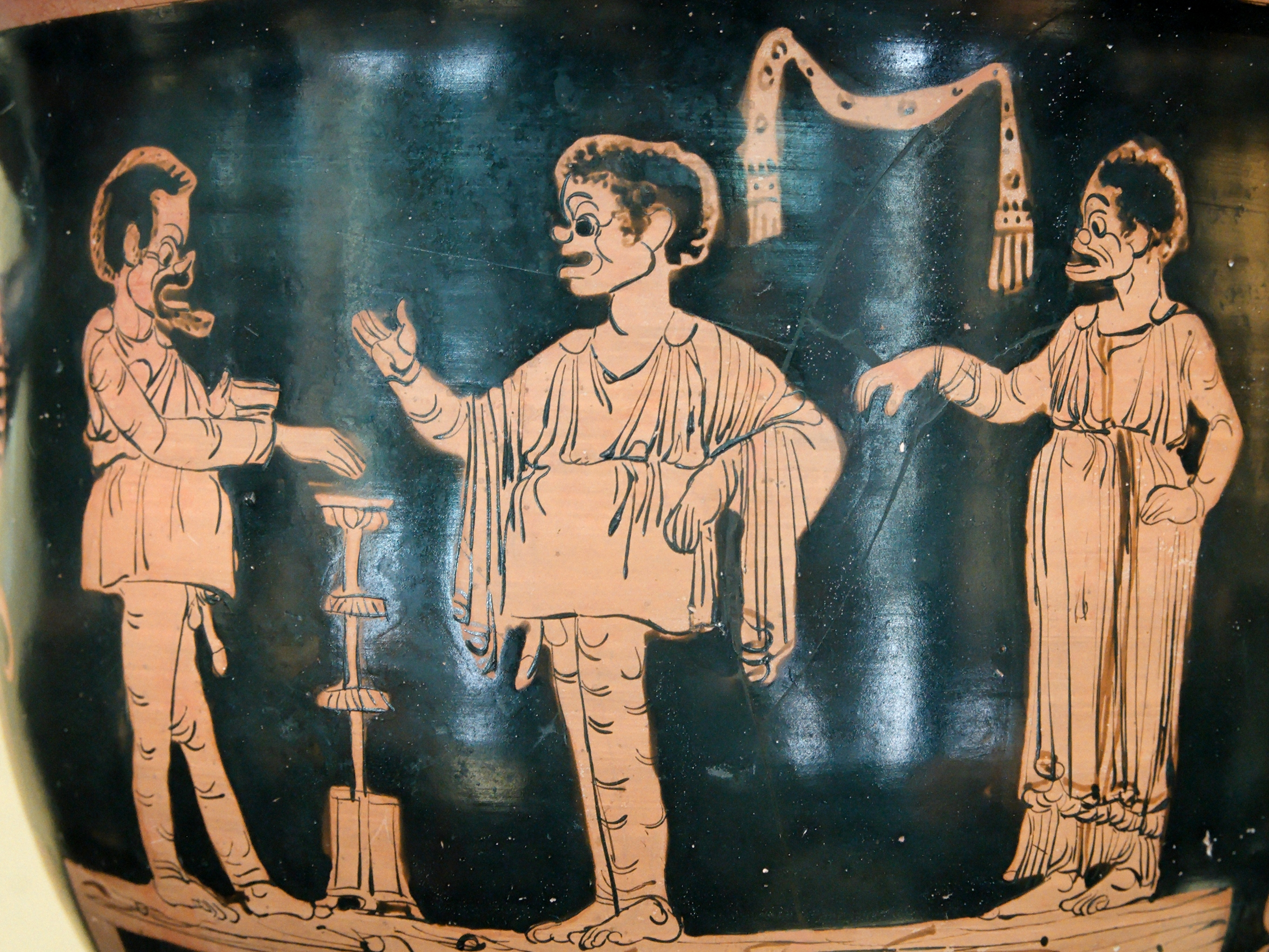
Escena de farsa flíaca. Crater de campana pulla de figures vermelles, segon quart del segle IV ae (MAN)

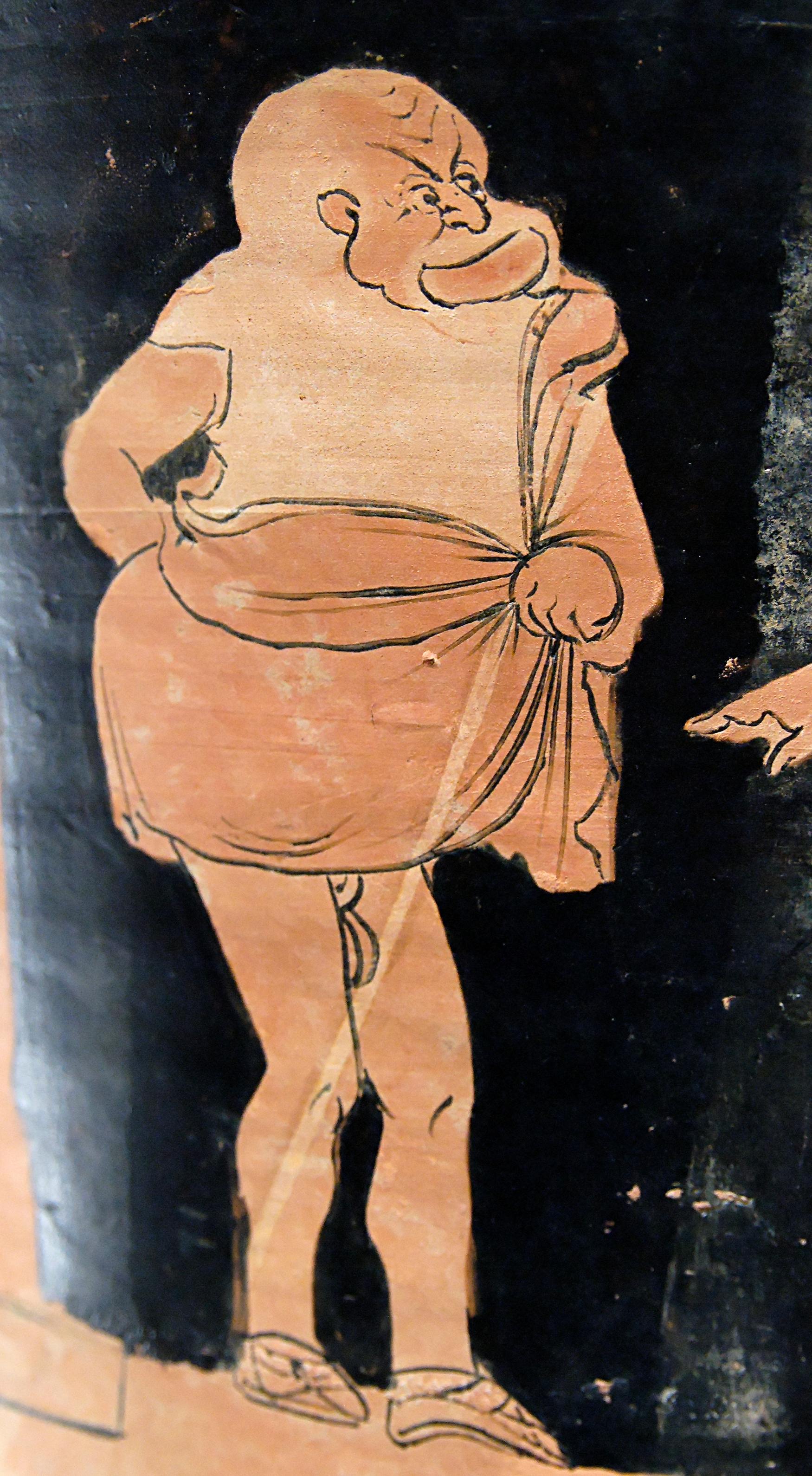
Actor flíac com a esclau en un crater de calze sicilià per un pintor del grup Lentini-Manfria, c. 350-340 ae (Louvre)

La farsa flíaca, farsa fliàcica, farsa fliax o farsa phlyax (del grec φλύαξ), també coneguda com a hilarotragèdia, era una comèdia dramàtica burlesca que va existir en les colònies dòriques de la Magna Grècia durant el període hel·lenístic, entre els segles IV i III abans de la nostra era.
El nom pot derivar del grec antic φλύακες, phlyakes, o 'xafarders', del verb φλυαρέω, 'xarrar', en la variant grega dòrica, que indicava els actors o mims que protagonitzaven aquestes representacions, o del verb phlein, 'unflar-se', per les peces unflades que vestien amb farciment. A més a més, solien dur també màscares grotesques, calces i túnica curta, que els donaven un aspecte ridícul o obscé. Devien recitar damunt l'escenari i no en l'orchestra.
Era una mena de teatre molt especial, potser originat en el mateix sud d'Itàlia, tot i que gràcies a la influència grega. Dels títols que han sobreviscut, sembla que són un tipus de farsa burlesca mitològica que satiritza i barreja personatges del panteó grec com Zeus, Dionís o Hèracles amb personatges i situacions quotidianes de la Nova Comèdia àtica. Va influir en el naixement del teatre llatí.

## Autors
Només se'n coneixen cinc autors del gènere pel seu nom: Rintó i Scires de Tàrent, Blesos de Capri, Sòpater de Pafos i Heràclida. De les obres només han sobreviscut alguns títols i fragments.

## Característiques del gènere
Nossis de Locri ofereix l'explicació del gènere més propera a nosaltres en el seu epitafi a Rintó:
| « | "Passàrem per una riallada i una paraula amable Per a mi: Rintó de Siracusa soc jo, Petit rossinyol de les Muses; i també Per a la tràgica farsa vaig arrancar una corona d'heura." | » |

Algunes evidències textuals i arqueològiques donen una imatge parcial d'aquestes paròdies de la mitologia i la vida quotidiana. No n'ha sobreviscut pas cap text, per això s'ha conjecturat que serien, en gran manera, improvisacions. Els cossis grecs pintats indiquen que les representacions es realitzaven en un escenari de fusta elevat amb una galeria superior, i que els actors duien màscares grotesques i vestits semblants als de la comèdia àtica antiga. Les acrobàcies i les escenes absurdes que permetien exagerar els comportaments per a produir un efecte còmic serien altres característiques essencials de la farsa flíaca.
Les flíaques semblen desaparéixer a la fi del segle III abans de la nostra era, però els habitants oscs de Campània més tard van desenvolupar una tradició de farses, paròdies i sàtires, influenciats pels models grecs tardans, que es feren populars a Roma també durant aquest segle iii ae. Aquest gènere es coneix com a farsa o comèdia atel·lana, perquè Atella era una ciutat de Campània. La farsa atel·lana va introduir una sèrie de personatges tipus com ara Maccus i Bucco en la comèdia llatina; fins i tot en l'antiguitat, es pensava que eren els avantpassats dels personatges que es troben en Plaute, i potser distants dels de la comèdia de l'art, tot i que una visió més antiga mantenia que la comèdia àtica era l'única font de la comèdia romana, argumentant que Rintó, en especial, va influenciar l'Amfitrió de Plaute.

## Pintures d'atuells
Un nombre important d'atuells grecs d'Itàlia del Sud representen escenes de farses flíaques que han donat lloc a diverses interpretacions sobre els tipus del teatre de l'Antiga Grècia. Els anomenats gots flíacs o fliaxs han esdevingut la principal font d'informació sobre aquest gènere. El 1967, 185 d'aquests recipients s'havien identificat. Com que les representacions teatrals i especialment les comèdies són rares de veure si no és al sud d'Itàlia, s'ha pensat que retratarien la tradició teatral autòctona. Els atuells aparegueren per primer volta a la fi del segle V ae, però la majoria són del segle IV ae. Representen personatges grotescos, màscares de la comèdia, i tot allò que mostra una actuació còmica com ara escales, cistelles o finestres obertes. Al voltant d'una quarta part en representen una plataforma baixa de fusta, tot i que si s'hi arribà a utilitzar en realitat és qüestió d'opinions.
Alguns estudiosos consideren que els atuells  representen escenes de la comèdia àtica antiga. El crater de campana Tèlef Travestit de Würzburg (H5697) s'identificà el 1980 com un atuell flíac, però Csapo i Taplin, de manera independent, han suggerit que el que representa són Les tesmofòries d'Aristòfanes.